# Liste der Rektoren der Universität Stuttgart
Die Liste der Vorstände, Direktoren und Rektoren der Universität Stuttgart beginnt im Jahre 1829, als die Vereinigte Real- und Gewerbeschule in Verbindung von erweiterter Realanstalt und neu geordneter Kunstschule entstand. Seit 1840 nannte sich die Institution Polytechnische Schule; und es folgte ein stufenweiser Aufstieg zu TH (1876 Rang, 1890 Bezeichnung als Technische Hochschule). 1967 wurde die TH Stuttgart in Universität Stuttgart umbenannt.

## Vorstände der Vereinigten Real- und Gewerbeschule
| Amtszeit      | Name                                | Bemerkung                                                   |
| ------------- | ----------------------------------- | ----------------------------------------------------------- |
| 1829 bis 1832 | Carl Christoph Ferdinand Weckherlin | Rektor, Vorstand der vereinigten Real- und Gewerbeschule    |
| 1832 bis 1833 | Karl Marcell Heigelin               | Provisorischer Vorstand bis zu seinem Tod am 4. August 1833 |
| 1833 bis 1834 | Gottlob Friedrich Haug              | Vorsteheramtsverweser                                       |
| 1834 bis 1840 | Ferdinand Fischer                   |                                                             |

## Vorstände der Polytechnischen Schule
| Amtszeit      | Name                    | Bemerkung               |
| ------------- | ----------------------- | ----------------------- |
| 1840 bis 1852 | Ferdinand Fischer       |                         |
| 1852 bis 1858 | Johann Gottlob von Kurr | Provisorischer Vorstand |
| 1858 bis 1862 | Johann Bernhard Gugler  |                         |

## Direktoren der Polytechnischen Schule
| Name                        | von  | bis  |
| --------------------------- | ---- | ---- |
| Carl Holtzmann              | 1862 | 1865 |
| Carl Wilhelm von Baur (1.)  | 1865 | 1866 |
| Gustav Adolf Hänel          | 1866 | 1867 |
| Paul Heinrich von Zech (1.) | 1867 | 1868 |
| Christian Müller            | 1868 | 1869 |
| Alexander von Tritschler    | 1869 | 1870 |
| Carl Wilhelm von Baur (2.)  | 1870 | 1873 |
| Paul Heinrich von Zech (2.) | 1873 | 1876 |

## Direktoren der Polytechnischen Schule im Rang einer TH
| Name                          | von  | bis  |
| ----------------------------- | ---- | ---- |
| Christian Friedrich von Leins | 1876 | 1878 |
| Paul Heinrich von Zech (3.)   | 1878 | 1879 |
| Karl von Marx (1.)            | 1879 | 1882 |
| Heinrich Adolf von Eck        | 1882 | 1885 |

## Rektoren der Polytechnischen Schule im Rang einer TH
| Name                           | von  | bis  |
| ------------------------------ | ---- | ---- |
| Carl von Bach                  | 1885 | 1888 |
| Karl von Marx (2.)             | 1888 | 1889 |
| Jakob Johann von Weyrauch (1.) | 1889 | 1890 |

## Rektoren der Technischen Hochschule bis zum Ende der Monarchie
| Name                           | von  | bis  |
| ------------------------------ | ---- | ---- |
| Jakob Johann von Weyrauch (2.) | 1890 | 1892 |
| Carl von Lemcke                | 1892 | 1895 |
| Wilhelm Elias von Ahles        | 1895 | 1896 |
| Carl Magnus von Hell           | 1896 | 1899 |
| Jakob Johann von Weyrauch (3.) | 1899 | 1902 |
| Carl Weitbrecht                | 1902 | 1904 |
| Jakob Johann von Weyrauch (4.) | 1904 | 1904 |
| Moritz Fünfstück (1.)          | 1904 | 1905 |
| Eugen Mörike                   | 1905 | 1907 |
| Moritz Fünfstück (2.)          | 1907 | 1909 |
| Robert Thomann                 | 1909 | 1911 |
| Erich Müller                   | 1911 | 1912 |
| Albert Bantlin                 | 1912 | 1914 |
| Adolf Sauer                    | 1914 | 1917 |
| Helmut Kübler (1.)             | 1917 | 1918 |

## Rektoren der Technischen Hochschule zur Zeit des Volksstaates Württemberg
| Name                        | von     | bis     |
| --------------------------- | ------- | ------- |
| Helmut Kübler (2.)          | 1918    | 1919    |
| Ernst Fiechter              | 1919    | 1920    |
| Alexander Gutbier           | 1920    | 05/1922 |
| Wilhelm Maier               | 05/1922 | 1923    |
| Heinrich Weizsäcker         | 1923    | 05/1924 |
| Georg Grube                 | 05/1924 | 05/1925 |
| Emil Veesenmeyer            | 05/1925 | 05/1926 |
| Theodor Alexander Meyer     | 05/1926 | 05/1927 |
| Karl Schmoll von Eisenwerth | 05/1927 | 1929    |
| Richard Grammel (1.)        | 1929    | 05/1930 |
| Leopold Rothmund            | 05/1930 | 05/1932 |
| Paul Peter Ewald            | 05/1932 | 1933    |

## Rektoren der Technischen Hochschule zur Zeit des Nationalsozialismus
| Name             | von  | bis  |
| ---------------- | ---- | ---- |
| Heinz Wetzel     | 1933 | 1934 |
| Helmut Göring    | 1934 | 1935 |
| Wilhelm Stortz   | 1935 | 1939 |
| Erich Schönhardt | 1939 | 1942 |
| Heinrich Hess    | 1942 | 1945 |

## Rektoren der Technischen Hochschule in der Nachkriegszeit
| Name                 | von     | bis     |
| -------------------- | ------- | ------- |
| Richard Grammel (2.) | 1945    | 05/1948 |
| Otto Schmitt         | 05/1948 | 1950    |
| Erich Siebel         | 1950    | 1951    |
| Erwin Fues           | 1951    | 05/1953 |
| Rolf Gutbier         | 05/1953 | 04/1955 |
| Wilhelm Bader        | 05/1955 | 04/1957 |
| Werner Köster        | 05/1957 | 04/1958 |
| Ulrich Senger        | 05/1958 | 05/1959 |
| Hellmut Bredereck    | 05/1959 | 04/1961 |
| Walther Lambert      | 05/1961 | 04/1963 |
| Artur Weise          | 05/1963 | 05/1965 |
| Wolfgang Meckelein   | 05/1965 | 05/1967 |

## Rektoren der Universität Stuttgart
| Name              | von     | bis     |
| ----------------- | ------- | ------- |
| Fritz Leonhardt   | 05/1967 | 04/1969 |
| Heinz Blenke      | 04/1969 | 03/1971 |
| Karl Heinz Hunken | 04/1971 | 09/1980 |
| Hartmut Zwicker   | 10/1980 | 11/1986 |
| Franz Effenberger | 01/1987 | 09/1990 |
| Jürgen Giesecke   | 10/1990 | 09/1992 |
| Heide Ziegler     | 10/1992 | 09/1996 |
| Günter Pritschow  | 10/1996 | 09/2000 |
| Dieter Fritsch    | 10/2000 | 09/2006 |
| Wolfram Ressel    | 10/2006 | 09/2024 |
| Peter Middendorf  | 10/2024 | ---     |